# Мускулна система
Мускулната система е анатомична система от мускули, позволяваща на организмите да се движат. Мускулната система на гръбначните животни се контролира чрез нервната система, въпреки че някои мускули, като например сърдечния мускул, могат да бъдат напълно независими.

## Мускули
Има три различни вида мускули: скелетни мускули, сърдечни мускули, и гладки мускули.

### Скелетни мускули
В човешкото тяло има около 600 скелетни мускула. При децата мускулите представляват около 21 %, а при възрастните около 40 % от теглото на тялото. С настъпването на старостта мускулната маса намалява. Те са напречнонабраздени и клетките им са много по-големи от тези на гладката мускулна тъкан. Тя изгражда костите.

### Сърдечен мускул
Сърдечната мускулна тъкан изгражда основно сърцето. Тя е напречнонабраздена, а клетките и са много по-малки от тези на скелетната мускулна тъкан. Не подлежи на волеви контрол.

### Гладки мускули
Гладката мускулна тъкан изгражда вътрешните кухи органи (матка, пикочен мехур, стените на артерии и вени). Тя не е напречно набраздена и не подлежи на волеви контрол. Гладките мускули са изградени от мускулни влакна наречени миофибри. Клетките на гладките мускули имат вретеновидна форма и по-малки размери от тези на скелетните мускули. По външната си повърхност имат базална мембрана, а във вътрешността централно разположено ядро. Органелите (филаменти), съдържащи се в гладко-мускулната клетка:
- Саркоплазмен ретикулум – депо за Са и К йони, участващи при съкращението на мускула.
- Саркоплазма (цитолазма)- в нея се намират три вида нишки изградени от белтък.

Гладките мускули са два основни типа:
- Висцерални – изграждат стените на кухите вътрешни органи, както и малките артерии и артериоли.
- Дискретни – намират се в ириса, стените на големите артерии, дихателните пътища и семепровода.

Гладкомускулната тъкан има добри регенераторни възможности – клетките могат да се делят и пролиферират.